# Dave Rudabaugh
Dave Rudabaugh (Fulton County, 14 juli 1854 - Parral, 18 februari 1886) was een Amerikaanse cowboy en misdadiger. Zijn vader kwam om tijdens de Amerikaanse Burgeroorlog. Hij werd ook wel Dirty Dave Rudabaugh genoemd omdat hij vieze kleding droeg en zichzelf zelden waste. Rudabaugh is vooral bekend geworden omdat hij in de groep zat van Billy the Kid. Rudabaugh heeft meer dan 65 personen vermoord.
Er bestaan twee verhalen over zijn dood:
- Rudabaugh zou vanuit Mexico met een kudde koeien naar Montana zijn getrokken om daar een normaal leven te leiden. Hij zou daar trouwen en drie dochters krijgen. Uiteindelijk zou hij in 1928 als alcoholist in Oregon overlijden.
- Rudabaugh speelde op 18 februari 1886 een kaartspel in Parral, Mexico. Er ontstond ruzie over valsspelen, wat er toe leidde dat Rudabaugh een van de Mexicaanse spelers in zijn hart schoot. Toen Rudabaugh wilde vertrekken kon hij echter zijn paard niet terug vinden, waarna hij weer terug ging naar het café. Daar liep hij in een hinderlaag. Zijn hoofd werd afgehakt en op een paal gestoken waarmee zijn moordenaars enkele dagen door de straten van het stadje paradeerden.